# Maian Kärmas

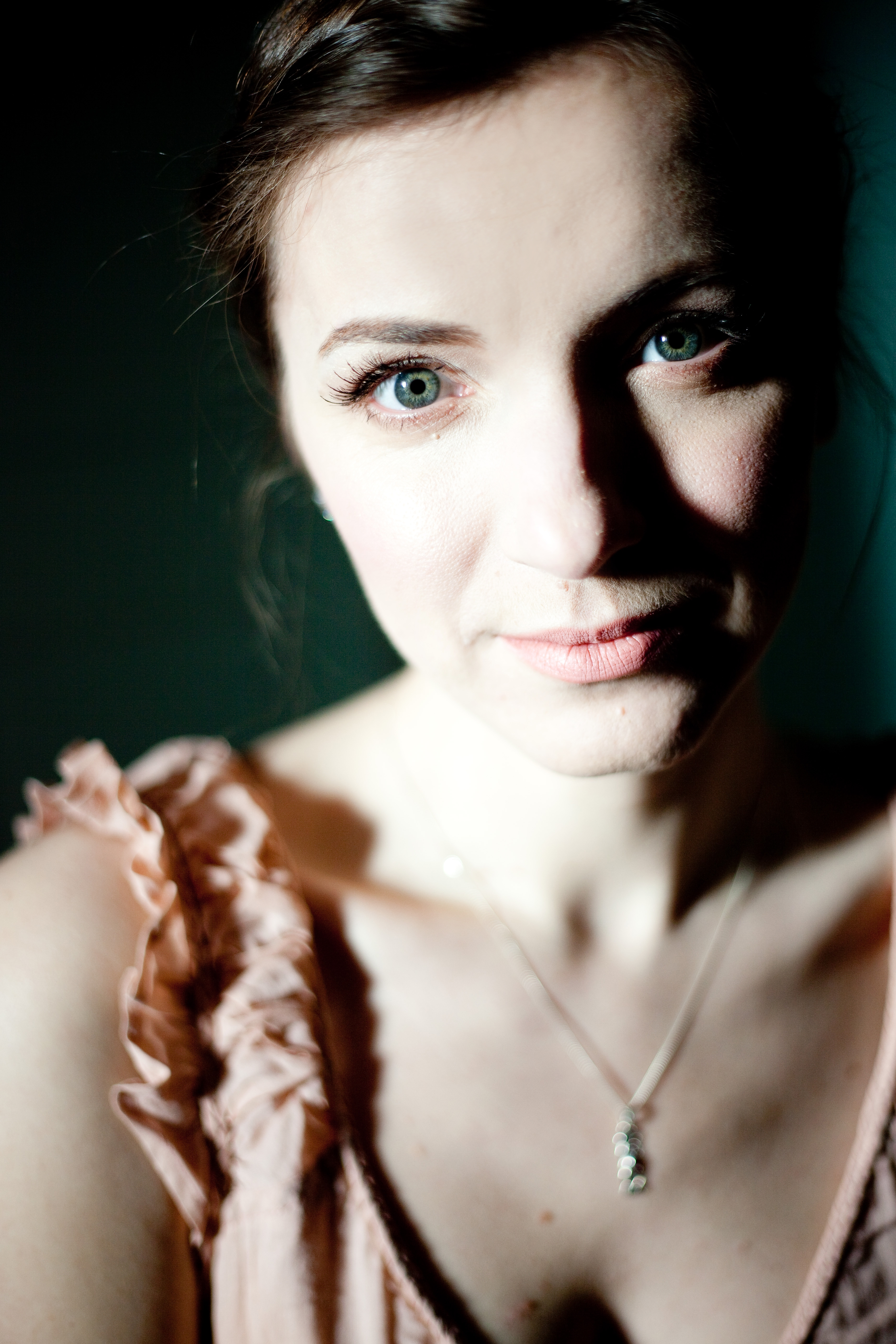
Maian Kärmas

Maian Kärmas (cuyo nombre completo es Maian-Anna Kärmas, 25 de febrero de 1978 en Tallin ) es una cantante, compositora y periodista estonia.
Kärmas debutó como solista en 1995 en Kaks takti ette, un concurso para cantantes emergentes, organizado por Eesti Televisioon (ETV). Al finalizar el programa quedó en el segundo lugar, perdiendo ante Tiiu Tulp.
En 1998, Kärmas participó en Eurolaul, la final nacional de Estonia para el Festival de la Canción de Eurovisión, donde realizó coros en "Unistus igavesest päevast ", cantada por Evelin Samuel . Al año siguiente cantó los coros y también escribió la letra de " Diamond of Night ", canción que representó a Estonia en Eurovisión, celebrado ese año en Jerusalén . Kärmas ha participado con regularidad en Eurolaul desde entonces, gracias a sus habilidades como compositora, solista y corista.
En 2001, junto a Ivar Must compuso " Everybody ", interpretada por Tanel Padar, Dave Benton y 2XL, la cual ganó el Festival de la Canción de Eurovisión 2001, consiguiendo la primera victoria de Estonia en el certamen. El mismo año participó en la producción original estonia de Les Misérables, en la cual actuó en diversos roles.
En 2003, lanzó su álbum debut en solitario Tuigutuled con canciones escritas por ella misma y realizó una gira de conciertos por Estonia. Su segundo álbum en solitario Õnneleid, fue lanzado en 2010 y su tercer álbum de estudio Sõnalõimijad, en 2014.
Maian Kärmas también es presentadora y editora en programas de radio de la Radiodifusión Nacional de Estonia. El 10 de noviembre de 2017 se reveló que Kärmas coescribió la letra de una canción que competiría en Eesti Laul 2018, la selección nacional de Estonia para el Festival de la Canción de Eurovisión 2018. La canción en cuestión fue Show A Little Love de Rolf Roosalu .
En 2017, participó en la 12.ª Celebración de Danza y Canción de la Juventud de Estonia, XII noorte laulu-ja tantsupidu, como editora de guiones y compositora y letrista del Festival de Danza "I WIll Stay".